# François Poisel
François Poisel (Doulaincourt, 17 décembre 1822 - Châlons-sur-Marne, 7 juillet 1901),, est un architecte français, en exercice à Châlons-sur-Marne (actuellement Châlons-en-Champagne) entre 1850 et 1890 environ.
François Poisel était spécialisé dans la restauration des églises médiévales, avec une prédilection, rare à l'époque, pour l'architecture flamboyante. On lui doit aussi quelques édifices religieux neufs, dont certains manifestent une bonne connaissance de l'art médiéval champenois, et de nombreuses mairies rurales.

## Sources
- Jean Fusier, L'église Saint-Nicolas d'Avize, Mémoires de la SACSAM.
- Sylvain Mikus, L'architecte François Poisel en son temps, Études marnaises, SACSAM, 2004.
- Nombreuses mentions dans la série « Les mairies du département de la Marne », Champagne Généalogie, depuis 2007.